# Никола Маринчев
Никола Стоянов Маринчев, наричан Коле Пешошчето, е български революционер, деец на Вътрешната македоно-одринска революционна организация.

## Биография
Никола Маринчев е роден в 1884 година в леринското село Песочница, тогава в Османската империя, от което идва и прякорът му Пешошчето. Влиза във ВМОРО в 1900 година и изпълнява куриерски, а по-късно и организаторски и терористични задачи. В 1902 година става нелегален четник при Тане Стойчев и Дзоле Гергев. През Илинденско-Преображенското въстание през лятото на 1903 година е четник на Алексо Турунджов и взима участие и в общите революционни акции заедно със селските чети, начело с горските началници на Леринския революционен район Георги Попхристов и Христо Настев, при сраженията с турските войски: при обсадата на Псодерската кула над Лерин в Бигла планина, 14-часово сражение съвместно с въстаническите отряди от Костурския район в местността Езерцето над Псодерските кули; при нападението на казармата и превземането на Невеска,
съвместно с въстаническите отряди от Кайлярския и Костурския революционен район; сражението на върха Върбица над Врабчинското езеро; сражението при село Негован (в корията) и след това при Вич планина и други.
След погрома на въстанието е селски войвода, помощник войвода на Дзоле Гергев. Взима участие в сраженията за изтреблението на андартските чети при селата Лесковец и Раково и при село Попадия и с турски аскер. На 15 май 1906 година е арестуван по аферата с четника Мице Коцев Гърдев, който през 1906 година е открит и загива в Песочница. Маринчев е изтезаван в Лерин и осъден на доживотен затвор в Битоля. След Младотурската революция в 1908 година е интерниран.
В 1914 година, поради тормоз от новата гърцка власт, емигрира в Америка (Кантън, Охайо) и от там във Варна.
Участва като делегат от Варненското македонско благотворително братство в обединителния конгрес на Македонската федеративна организация и Съюза на македонските емигрантски организации от януари 1923 година.
На 7 март 1926 година е избран за касиер в настоятелството на Варненското братство.
През март 1929 година след Седмия конгрес на Съюза на македонските емигрантски организации като представител на Варненското братство подписва брошурата „Едно необходимо осветление“.
Загива на 15 ноември 1932 година във Варна.
На 13 април 1943 година вдовицата му Димитрина Николова Маринчева, на 64 години, родена в Търговище и жителка на Варна, подава молба за българска народна пенсия. Молбата е одобрена и пенсията е отпусната от Министерския съвет на Царство България.